# ميكانو (فريق)

أعضاء فريق ميكانو

ميكانو هو فريق أسباني لموسيقي البوب، نشط بين عامي 1981 و1992. وفي عام 1998، عاد الفريق للظهور من جديد، ولكن نشاطه كان سريع الزوال، حيث استمر ثمانية أشهر فقط، بعد نشر الألبوم المزدوج الذي تم تجميعه والذي يحتوي على سبعة أغنيات جديدة سُجلت خصيصاً لهذه المناسبة.
تألف الفريق من أنا تروخا والأخويين ناتشو وخوسيه ماريا كانو، وكان خارج الفريق ولكن جزء مُكمل للفرقة، لكلاً من جلسات الدراسة وأيضا الجلسات المباشرة، كبار الموسيقيين بين البعثيين والطبالون وكان من بينهم أرتوره تيريسا، مانولو أغيلار، ناتشو مانو، جافيير كيليز، والطبالون اْنخيل سيدا وأوسكار أستروجا.
حقق فريق ميكانو صوت البوب الذي تطور من جهورية الصوت البحتة «تكنو»، خلال مرحلته الأولي بين عامي (1981 و1985) إلي مذهب التوفيق بين النقيضين بين عامي (1986 و1992) والتي تعتبر الفترة الفنية الثانية، وخلال هذه الفترة برهن الفريق الأسباني ميكانو علي براعته من خلال مجموعة إنتاج كبيرة وجلب أساليب مختلفة، دائماً من خلال منهج موحد، تم اكتسابه من خلال صوت البوب المنشد، الذي كان غربال مساوي للمفاهيم الفنية المختلفة لمؤلفيها الاْثنين.
وصلت مبيعات فرقة ميكانو حتي الآن أكثر من 25 مليون ألبوم في جميع أنحاء العالم، نجاح هذا الفريق لم يسبق له مثيل في عالم الموسيقي والغناء الأسبانية، وتشمل أيضا بلدان مختلفة في ثقافتها الموسيقية مثل إسبانيا، المكسيك، كولومبيا، فينزويلا، الأرجنتين، بورتو ريكو وشيلي، بما في ذلك الفلبين والولايات المتحدة الأمريكية الناطقة للغة الأسبانية. بفضل التعديلات التي أجريت علي العديد من أغانيه إلي لغات أخرى، أصبح الفريق معروفاً حتي في البلاد التي لا تتحدث الأسبانية مثل إيطاليا وفرنسا وبلجيكا وكندا وسويسرا، مع تسليط الضوء علي الإعداد الإيطالي لألبوم الأول والأخير ابن القمر والأربع ألبومات الأخيرة ذات الإعداد الفرنكوفوني لأغنية «إمراءة ضد إمراءة»، والتي لا تزال حتي اليوم الأعنية الأجنبية التي شغلت لعدة أسابيع مرتبة ن ْ1 . بشكل رئيسي في قوائم الأغاني الفرنسية الناجحة. حفلاتهم الموسيقية المباشرة لا تزال ضمن الأحداث الموسيقية التي لا تُمحي من ذاكرة الموسيقي الأسبانية.

## روابط خارجية
- ميكانو على موقع IMDb (الإنجليزية)
- ميكانو على موقع ميوزك برينز (الإنجليزية)
- ميكانو على موقع أول ميوزيك (الإنجليزية)
- ميكانو على موقع ديسكوغز (الإنجليزية)